# Sainte-Croix-de-Caderle
Sainte-Croix-de-Caderle is een gemeente in het Franse departement Gard (regio Occitanie) en telt 121 inwoners (2009). De plaats maakt deel uit van het arrondissement Le Vigan.

## Geografie
De oppervlakte van Sainte-Croix-de-Caderle bedraagt 7,6 km², de bevolkingsdichtheid is dus 15,9 inwoners per km².
De onderstaande kaart toont de ligging van Sainte-Croix-de-Caderle met de belangrijkste infrastructuur en aangrenzende gemeenten.

## Demografie
Onderstaande figuur toont het verloop van het inwonertal (bron: INSEE-tellingen).